# Hasdrubal (Massinissa)
Hasdrubal was een Carthaags generaal, die in de Derde Punische Oorlog (149-146 v.Chr.) uiteindelijk werd verslagen door Scipio Aemilianus waarna Carthago door de Romeinse Republiek werd verwoest.

## Tweede Punische Oorlog
Ten westen van Carthago lag het koninkrijk Numidië van koning Massinissa, die aan het einde van de Tweede Punische Oorlog samen met de Romeinen onder leiding van Scipio Africanus meevocht in de door Carthago verloren Slag bij Zama Regia (202 v.Chr.). Met steun van de Romeinen had Massinissa daarop het koninkrijk Numidië gesticht, met Karta (Punisch) of Cirta (Latijn), het hedendaagse Constantine, als hoofdstad. Op latere leeftijd begon hij, waarschijnlijk met steun van Rome, invallen in het Carthaagse Rijk te doen. In 151 v.Chr. verklaarde Carthago de oorlog aan Numidië: Hasdrubal trok ten strijde tegen de troepen van Massinissa, maar de Numidiërs wisten het Carthaagse leger te verslaan. Door deze militaire actie kwam Carthago in conflict met Rome, omdat de vredesvoorwaarden na het verlies in de Tweede Punische Oorlog dicteerden dat Carthago geen onafhankelijke buitenlandse politiek meer mocht bedrijven. Dit betekende het begin van de Derde Punische Oorlog.

## Derde Punische Oorlog
De Carthaagse leiders veroordeelden Hasdrubal ter dood, in de hoop een oorlog af te wenden. Hasdrubal vluchtte en richtte een eigen leger op, waarmee hij Carthago belegerde. Toen de Carthagers inzagen dat de Romeinen hoe dan ook oorlog wilden, besloten ze Hasdrubal aan te stellen tot opperbevelhebber. In 149 v.Chr. begonnen de Romeinen met de belegering van Carthago. Het zou bijna vier jaar duren voordat de stad ten slotte in 146 v.Chr. werd ingenomen. Volgens Romeinse bronnen zou Hasdrubal op het einde van de belegering Carthago verraden hebben, maar dit was waarschijnlijk Romeinse propaganda om het moreel van de Carthagers te ondermijnen.